# Diego Ronchini
Diego Ronchini (Imola, 9 dicembre 1935 – Imola, 18 aprile 2003) è stato un ciclista su strada italiano.
Professionista dal 1956 al 1966, conta la vittoria di un Giro di Lombardia.

## Carriera

### 1954-1958: gli esordi e i primi anni da professionista
Dopo le categorie giovanili e la stagione 1953 tra gli Allievi con la S.C. Casalfiumanese, dal 1954 al 1956 fu protagonista di un buon triennio tra i dilettanti, prima con la S.C. Sanmartinese e poi per due anni con il C.S. Felsineo. Ottenne numerosi successi, tra cui il Piccolo Giro di Lombardia nel 1955 e la Ruota d'Oro a tappe nel 1956, indossando inoltre la maglia azzurra ai Giochi del Mediterraneo 1955 e ai mondiali 1956 a Ballerup.
Nell'ottobre 1956 passò professionista con la milanese Bianchi-Pirelli, con cui debuttò al Giro di Lombardia: in quella prova scollinò primo sul Ghisallo, proseguì con Fausto Coppi e infine si piazzò all'ottavo posto. Nel 1957 vinse tre gare, due nel pistoiese e, il 21 ottobre, il prestigioso Giro di Lombardia, corso in condizioni meteo avverse, in volata ristretta su Bruno Monti e Aurelio Cestari. Nel 1958 fu terzo al Giro del Lazio mentre al Giro d'Italia dovette ritirarsi; conquistò quindi, in ottobre, prima il Giro dell'Emilia e poi il Giro di Sicilia, entrambe prove in linea.

### 1959-1960: il podio al Giro e il tricolore
Nel 1959 visse la stagione migliore. Dopo il successo nel Gran Premio di Faenza dietro motori, in giugno, grazie a ottime prestazioni sia a cronometro che sulle Alpi, arrivò terzo al Giro d'Italia, alle spalle dei soli Charly Gaul e Jacques Anquetil. Vinse poi il Circuito di Maggiora su Pasquale Fornara, chiuse terzo alla Coppa Bernocchi e quindi quinto in volata ai mondiali di Zandvoort, nonostante un percorso pianeggiante a lui poco adatto e un problema meccanico. Nel finale di stagione fece infine suo il Giro del Lazio, prova valida per l'assegnazione del titolo tricolore, superando per pochi centimetri Adriano Zamboni in volata ristretta, e si piazzò secondo in coppia con Michele Gismondi al Trofeo Baracchi a cronometro.
Nel 1960, in maglia tricolore, fu ottavo al Giro d'Italia, terzo al Trofeo Tendicollo Universal e dunque, il 4 settembre, vincitore del Giro del Veneto. Dopo aver ceduto il tricolore a Nino Defilippis al termine della Tre Valli Varesine valida come campionato nazionale (in cui fu comunque quinto), nel finale di annata chiuse secondo al Giro dell'Emilia e al Giro di Lombardia, battuto in volata rispettivamente da Pierino Baffi e da Emile Daems. Vinse infine, il 4 novembre 1960, il Trofeo Baracchi in coppia con il neoprofessionista Romeo Venturelli, futuro talento inespresso.

### 1961-1966: gli ultimi anni
Nel 1961 Ronchini lasciò la Bianchi per passare alla torinese Carpano. In stagione vinse due corse, una tappa del Gran Premio Ciclomotoristico a Roma (tenutasi dietro motori) e il Giro dell'Emilia, e si piazzò sedicesimo al Mondiale di Berna. L'anno dopo vestì la maglia della riminese Ghigi guidata da Luciano Pezzi, con cui, dopo i due secondi posti a Giro del Lazio e Giro di Toscana (due delle tre prove valide per il campionato nazionale, nella cui classifica alla fine fu quarto), si impose al Giro di Romagna in volata ristretta; corse anche il suo primo Tour de France, tornato da quell'anno per squadre di marca e non più per Nazionali, ritirandosi.
Nel 1963 seguì Pezzi nella nuova Salvarani. Con la maglia della formazione parmense non ottenne successi, si piazzò comunque quinto al Giro d'Italia dopo aver vestito anche per dieci giorni la maglia rosa. L'anno dopo, con la divisa della padovana Cynar, vinse il Giro della Provincia di Reggio Calabria con un attacco da finisseur. Chiuse la carriera nel 1966 dopo due ultimi anni alla Salvarani: il miglior risultato individuale fu il secondo posto al Trofeo Matteotti 1965, supportò inoltre come gregario un giovane Felice Gimondi nel vittorioso Tour de France 1965.

## Dopo il ritiro
Cessata l'attività agonistica, Ronchini rimase nell'ambiente ciclistico come direttore sportivo, prima alla bolognese Gris 2000 (1969) e poi all'udinese Cosatto-Marsicano (1970-1971), affiancando Gino Bartali. Aprì poi un negozio di biciclette a Imola, in via Tozzoli, rilevato in seguito dall'ex ciclista Fabio Patuelli.
È morto nell'aprile 2003, all'età di 67 anni. Nel 2018 è stato ritratto in copertina del libro del giornalista Nino Villa I nostri prof di ciclismo. I corridori imolesi passati professionisti nel corso degli anni, edito dall'imolese Bacchilega Editore.

## Palmarès
- 1955 (dilettanti)

Coppa Arturo Lepori
1ª tappa Giro delle Marche dilettanti
Piccolo Giro di Lombardia
- 1956 (dilettanti)

Coppa Città del Marmo
Coppa Montenero
Coppa Città di Carpi
Premondiale di Imola
Gran Premio Pirelli
Classifica generale Ruota d'Oro
- 1957 (Bianchi, tre vittorie)

Coppa Mastromarco
Gran Premio Industria di Quarrata
Giro di Lombardia
- 1958 (Bianchi, due vittorie)

Giro dell'Emilia
Giro di Sicilia
- 1959 (Bianchi, tre vittorie)

Gran Premio di Faenza (dietro motori)
Circuito di Maggiora
Giro del Lazio (valido come Campionato italiano, Prova in linea)
- 1960 (Bianchi, due vittorie)

Giro del Veneto
Trofeo Baracchi (cronocoppie, con Romeo Venturelli)
- 1961 (Carpano, due vittorie)

7ª tappa Gran Premio Ciclomotoristico (Caserta > Castel Fusano, dietro motori)
Giro dell'Emilia
- 1962 (Ghigi, una vittoria)

Giro di Romagna
- 1964 (Cynar, una vittoria)

Giro della Provincia di Reggio Calabria

## Piazzamenti

### Grandi Giri
- Giro d'Italia

1958: ritirato (12ª tappa)
1959: 3º
1960: 8º
1962: ritirato
1963: 5º
1964: ritirato
1966: ritirato
- Tour de France

1962: ritirato (17ª tappa)
1965: 86º

### Classiche monumento
- Milano-Sanremo

1957: 14º
1958: 74º
1959: 29º
1960: 62º
1961: 31º
1962: 5º
- Giro delle Fiandre

1964: 20º
- Parigi-Roubaix

1959: 33º
1960: 37º
1961: 42º
1965: ritirato
- Giro di Lombardia

1956: 8º
1957: vincitore
1958: 16º
1959: 13º
1960: 2º

### Competizioni mondiali
- Campionati del mondo

Ballerup 1956 - In linea Dilettanti: 46º
Zandvoort 1959 - In linea Professionisti: 5º
Karl-Marx-Stadt 1960 - In linea Professionisti: ritirato
Berna 1961 - In linea Professionisti: 16º